# Государственная граница Украины

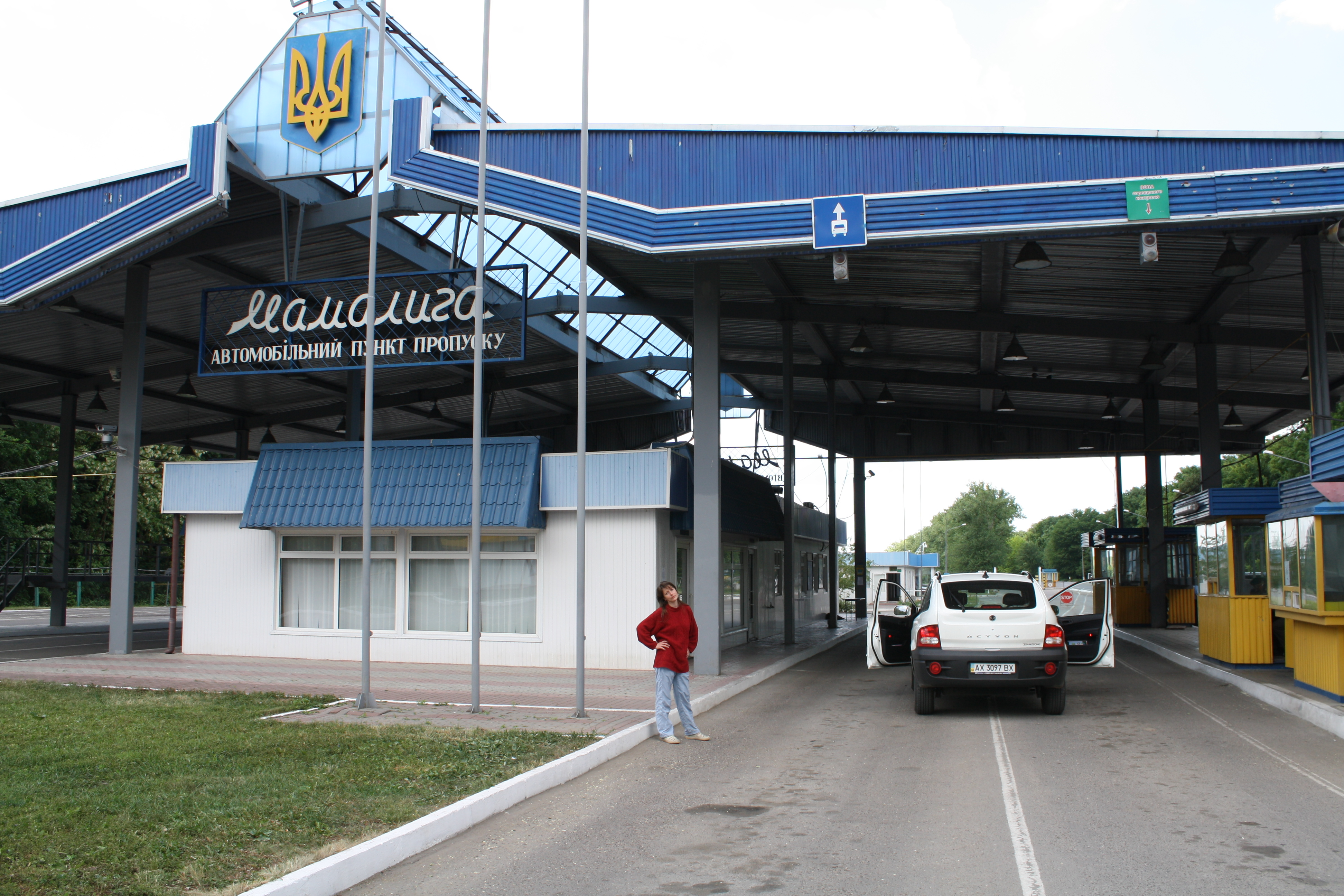
Пункт пропуска «Мамалыга» на границе Украины и Молдавии

Государственная граница Украины (укр. Державний кордон України) — линия и вертикальная поверхность, которая проходит по этой линии, которые определяют границы территории Украины — суши, вод, недр, воздушного пространства.

Пограничный столб

Охрану государственной границы осуществляет Государственная пограничная служба Украины.

## Обозначение государственной границы Украины
Государственная граница Украины на местности отмечается ясно видимыми пограничными знаками, формы, размер и порядок установления которых определяются законодательством Украины и международными договорами Украины.
В настоящее время Украина граничит с семью странами. Общая протяжённость сухопутных границ составляет около 5638 км, Черноморская граница имеет длину 1057, Азовская — 250 км, а общая протяжённость сухопутных и морских границ составляет 6993 км.
| Страна   | Длина (км)                  |
| -------- | --------------------------- |
| Россия   | 2295 (моря — 321)           |
| Молдова  | 1222 ( Приднестровье — 452) |
| Беларусь | 1084                        |
| Румыния  | 614 (море — 33)             |
| Польша   | 542                         |
| Венгрия  | 137                         |
| Словакия | 98                          |

## Территориальное море Украины
К территориальному морю Украины относятся прибрежные морские воды шириной 12 морских миль, отсчитываемых от линии наибольшего отлива как на материке, так и на островах, которые относятся Украине, или от прямых исходных линий, которые соединяют соответствующие точки. Географические координаты этих точек утверждаются в порядке, который устанавливается Кабинетом Министров Украины. В отдельных случаях другая ширина территориального моря Украины может устанавливаться международными договорами Украины, а при отсутствии договоров — соответственно общепризнанным принципам и норм международного права. Украина граничит по морю с Румынией на юго-западе (33 км) и Россией на востоке.

## Современные границы
Современные границы Украины сформировались на протяжении 1920—1954-х годов. На их протяжённость и конфигурацию повлияли процессы распада Российской и Австро-Венгерской империй, события Второй мировой войны, а также изменения межреспубликанских границ в рамках СССР.
Границы Украины с Республикой Беларусь и Российской Федерацией в целом сформировались на протяжении их совместного нахождения в составе СССР. Протяжённость белорусско-украинской границы, пролегающей по Полесской низменности в зоне смешанных лесов, составляет 1084 км. Она в целом была согласована в 1924 году, а затем, после присоединения Западной Украины и Западной Белоруссии к СССР, была продлена на запад. В годы независимости государств была проведена делимитация их общей границы, завершившаяся в 1997 году. Демаркация была утверждена в 2014 году.

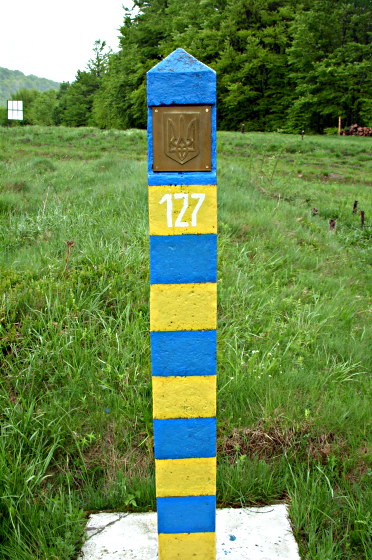
Типичный украинский пограничный столб

Все эти границы в целом сформировались по результатам Второй мировой войны, когда к Советскому Союзу от Польши, Венгрии, Чехословакии и Румынии перешли ряд земель. Тогда (1939—1945 годы) в состав УССР были включены земли, составившие Волынскую, Дрогобычскую (вошедшую позже в состав Львовской), Станиславскую (переименованную в Ивано-Франковскую), Закарпатскую, Львовскую, Ровненскую, Тернопольскую и Черновицкую области.
Западная граница Украины незначительно корректировалась в послевоенное десятилетие с Польшей. Согласно межгосударственному «Договору между Польской Республикой и СССР об обмене участками государственных территорий» от 1951 года произошло выравнивание украинско-польской границы. К Львовской области Украины тогда были присоединены земли в районе реки Западный Буг и его левого притока Солокии, взамен в пользу Польши была выровнена граница в юго-западной части Львовщины (Дрогобычский район).
Среди пока нерешённых пограничных вопросов государства Украины остаются проблемы с делимитацией морской и сухопутной границы с Российской Федерацией.
На северо-востоке и востоке Украина на протяжении около 1974,04 км граничит с Брянской, Курской, Белгородской, Воронежской и Ростовской областями России. Эта граница, в целом сформировавшаяся до 1928 года, проходит от побережья Таганрогского залива Азовского моря на северо-восток к Донецкому кряжу и реке Северский Донец, а затем пересекает юго-западные отроги Среднерусской возвышенности и Полесскую низменность. От Азовского побережья до города Волчанска (Харьковской область) восточная граница Украины пересекает степную зону, а затем до широты посёлка Лужки Сумской области — лесостепную. Делимитация этого участка границы пока не завершена.
На западе и юго-западе Украина граничит с Польшей, Словакией, Венгрией, Румынией и Молдавией. Протяжность государственной границы с Польшей составляет 542 км, со Словакией — 98 км, Венгрией — 137 км. Западная граница проходит по долине реки Западный Буг в зоне смешанных лесов до Волынской возвышенности, а затем в зоне широколиственных лесов через Волынскую возвышенность и Розточье до города Яворов Львовской области. Дальше граница пересекает Предкарпатье, Украинские Карпаты (западнее реки Уж) и выходит на Закарпатскую низменность, идёт по долине реки Тиса (здесь начинается граница с Румынией), вновь пересекает Украинские Карпаты (в верховье реки Черемош) и пролегает через Буковину. Украина имеет два участка границы с Румынией общей протяжённостью 614 км, проходящей по Буковине и по Дунаю и его Килийскому рукаву к побережью Чёрного моря. На юго-западе Украина на протяжении 1222 км граничит с Молдавией. Граница проходит по долине Днестра и близ его левого берега по склону Подольской возвышенности, по Прутско-Днестровскому междуречью и заканчивается при впадении Прута в Дунай.
В 2014 году Россия аннексировала часть Крымского полуострова, расположенную в сложившихся к этому времени границах Автономной Республики Крым и города со специальным статусом Севастополем, образовав там субъекты Российской Федерации — Республику Крым и город федерального значения Севастополь. На севере полуострова образовалась линия соприкосновения, проходящая между Крымом и Херсонской областью, однако международного признания аннексия Крыма Россией не получила; в документах ООН и украинском законодательстве контролируемая Россией территория Крыма рассматривается как временно оккупированная часть Украины. Данное понятие также распространено на отдельные районы Донецкой и Луганской областей, которые тоже были оккупированы Россией с 2014 года.
24 февраля 2022 года вооружённые силы России открыто вторглись на территорию Украины. В тот же день Украина разорвала дипломатические отношения с Россией, а с 1 июля ввела визовый режим для граждан России. С того времени легально пересечь границу между Россией и Украиной невозможно.
В начале полномасштабного вторжения Украина утратила контроль над всей российско-украинской границей. После отступления российских войск с севера Украины участок границы от Беларуси до Казачьей Лопани вернулся под украинский контроль, при этом на некоторых его фрагментах продолжаются боевые действия, идут обстрелы с двух сторон. После украинского контрнаступления в Харьковской области под контроль Украины практически полностью вернулся участок границы, проходящий в Харьковской и Белгородской областях.
30 сентября 2022 года Россия объявила об аннексии четырёх оккупированных областей Украины в административных границах этих регионов, в связи с чем более не признаёт сухопутную часть российско-украинской границы.
По состоянию на 2024 год, на российско-украинской границе работает лишь один пункт пропуска (Колотиловка (Россия) — Покровка (Украина); погранпункт работает в одностороннем порядке, из России в Украину), расположенный на границе между Белгородской областью РФ и Сумской областью. Погранпункт функционирует как гуманитарный коридор, и воспользоваться им могут только украинские беженцы, эвакуирующиеся с временно оккупированных территорий Украины и направляющиеся на подконтрольную территорию Украины через Россию.